# Antioquia
Antioquia is een departement in het noordwesten van Colombia. Het departement heeft circa 5,7 miljoen inwoners, die antioqueño worden genoemd. De hoofdstad is Medellín.

## Politiek
De departementale Assemblee bestuurt, samen met de gouverneur, het departement. De Assemblee wordt elke vier jaar door het volk gekozen en bestaat uit minimaal elf en maximaal 31 leden; momenteel zijn dat er 26. Traditioneel zijn de liberale en de conservatieve partij in Antioquia sterk.
De burgemeesters van de gemeenten worden via algemene verkiezingen verkozen.

## Gemeenten
Er zijn 125 gemeenten in Antioquia, die onderverdeeld zijn in negen subregio's (die geen bestuurlijke functies hebben). In onderstaande tabel staan de gemeenten opgesomd, met ernaast een kaart van het departement met de gemeentegrenzen. Op deze kaart heeft elke regio zijn eigen kleur.
| Gemeente                  | Inwoners  |
| ------------------------- | --------- |
| Abejorral                 | 19.893    |
| Abriaquí                  | 2.173     |
| Alejandría                | 3.730     |
| Amagá                     | 30.227    |
| Amalfi                    | 20.302    |
| Andes                     | 41.491    |
| Angelópolis               | 7.648     |
| Angostura                 | 12.371    |
| Anorí                     | 9.638     |
| Anzá                      | 7.371     |
| Apartadó                  | 134.572   |
| Arboletes                 | 31.039    |
| Argelia                   | 6.823     |
| Armenia                   | 5.096     |
| Barbosa                   | 42.537    |
| Bello                     | 373.013   |
| Belmira                   | 6.196     |
| Betania                   | 10.120    |
| Betulia                   | 16.665    |
| Briceño                   | 7.953     |
| Buriticá                  | 6.472     |
| Cáceres                   | 22.812    |
| Caicedo                   | 7.669     |
| Caldas                    | 68.157    |
| Campamento                | 3.400     |
| Cañasgordas               | 16.518    |
| Caracolí                  | 4.747     |
| Caramanta                 | 5.378     |
| Carepa                    | 42.294    |
| Carolina del Príncipe     | 3.929     |
| Caucasia                  | 85.667    |
| Chigorodó                 | 59.597    |
| Cisneros                  | 9.617     |
| Ciudad Bolívar            | 28.090    |
| Cocorná                   | 14.306    |
| Concepción                | 4.410     |
| Concordia                 | 21.226    |
| Copacabana                | 61.421    |
| Dabeiba                   | 19.783    |
| Donmatías                 | 17.759    |
| Ebéjico                   | 12.313    |
| El Bagre                  | 37.862    |
| El Carmen de Viboral      | 40.968    |
| El Peñol                  | 16.177    |
| El Santuario              | 26.152    |
| Entrerríos                | 8.452     |
| Envigado                  | 232.854   |
| Fredonia                  | 22.581    |
| Frontino                  | 18.573    |
| Giraldo                   | 4.146     |
| Girardota                 | 42.818    |
| Gómez Plata               | 11.229    |
| Granada                   | 9.436     |
| Guadalupe                 | 6.191     |
| Guarne                    | 39.753    |
| Guatapé                   | 5.800     |
| Heliconia                 | 6.567     |
| Hispania                  | 4.801     |
| Itagüí                    | 235.567   |
| Ituango                   | 24.587    |
| Jardín                    | 14.323    |
| Jericó                    | 12.761    |
| La Ceja                   | 46.366    |
| La Estrella               | 52.763    |
| La Pintada                | 6.997     |
| La Unión                  | 17.836    |
| Liborina                  | 9.370     |
| Maceo                     | 7.534     |
| Marinilla                 | 45.658    |
| Medellín                  | 2.441.123 |
| Montebello                | 7.389     |
| Murindó                   | 3.499     |
| Mutatá                    | 9.671     |
| Nariño                    | 9.043     |
| Nechí                     | 17.789    |
| Necoclí                   | 48.679    |
| Olaya                     | 2.906     |
| Peque                     | 7.520     |
| Pueblorrico               | 8.168     |
| Puerto Berrío             | 38.944    |
| Puerto Nare               | 16.711    |
| Puerto Triunfo            | 16.349    |
| Remedios                  | 20.675    |
| Retiro                    | 16.974    |
| Rionegro                  | 101.046   |
| Sabanalarga               | 8.136     |
| Sabaneta                  | 44.874    |
| Salgar                    | 18.074    |
| San Andrés de Cuerquia    | 4.629     |
| San Carlos                | 11.854    |
| San Francisco             | 6.273     |
| San Jerónimo              | 11.603    |
| San José de la Montaña    | 3.077     |
| San Juan de Urabá         | 20.938    |
| San Luis                  | 10.780    |
| San Pedro de los Milagros | 22.100    |
| San Pedro de Urabá        | 28.747    |
| San Rafael                | 13.203    |
| San Roque                 | 17.958    |
| Santa Bárbara             | 23.442    |
| Santa Fe de Antioquia     | 22.613    |
| Santa Rosa de Osos        | 31.028    |
| Santo Domingo             | 11.418    |
| San Vicente               | 19.273    |
| Segovia                   | 34.324    |
| Sonsón                    | 37.065    |
| Sopetrán                  | 13.352    |
| Támesis                   | 16.212    |
| Tarazá                    | 30.633    |
| Tarso                     | 7.120     |
| Titiribí                  | 13.324    |
| Toledo                    | 5.129     |
| Turbo                     | 122.780   |
| Uramita                   | 7.262     |
| Urrao                     | 32.439    |
| Valdivia                  | 16.489    |
| Valparaíso                | 6.281     |
| Vegachí                   | 11.086    |
| Venecia                   | 13.352    |
| Vigía del Fuerte          | 5.320     |
| Yalí                      | 6.273     |
| Yarumal                   | 31.816    |
| Yolombó                   | 20.099    |
| Yondó                     | 13.475    |
| Zaragoza                  | 25.173    |

| Detailkaart |
| ----------- |
|             |
| Gemeenten   |
|             |
| Regio's     |